# Ассоциация Порт-Филлип
Ассоциа́ция Порт-Фи́ллип (англ. Port Phillip Association) — компания, созданная в начале XIX века группой предпринимателей из Земли Ван-Димена (современная Тасмания) с целью исследования, покупки участка земли у аборигенов, её последующей колонизации и образования фермерского поселения на южном побережье Австралии.
Членами ассоциации были подготовлены бумаги, по которым предполагалось платить австралийским аборигенам определённую годовую плату за пользование землей. Бэтман, австралийский фермер и бизнесмен, взял подготовленные документы с собой, когда отправился в Порт-Филлип в мае 1835 года. Договор заключённый Бэтманом с аборигенами является единственным примером в истории Австралии, когда европейские поселенцы признавали права местных жителей на владение землёй, на которой они проживали. Плата, которую предполагалось платить Ассоциация за земли, была совершенно не сопоставима с их реальной стоимостью, однако Ассоциация и не ставила перед собой целью заключить справедливую сделку. Основной, и скорее всего единственной, целью, которую преследовала сделка, была попытка избежать вооружённого столкновения с аборигенами.
Некоторые историки считают «Договор Бэтмана» фальсификацией, однако существуют воспоминания одного из вождей аборигенов, бывшего в момент заключения соглашения ребёнком, согласно которым Бэтман при посредничестве прибывших с ним аборигенов их Нового Южного Уэльса, участвовал в церемонии, дававшей ему право на поселение в этом районе. Согласно культурным традициям аборигенов, подобная церемония считается священной и имеет силу закона.
Джон Бэтман отправился из Лансестона на шхуне «Ребекка» в апреле 1835 года. В июне он поднялся вверх по течению реки Ярра и выбрал место для образования нового поселения. Он оставил здесь несколько человек для обустройства деревни и разведения сада, а сам вернулся на Землю Ван-Димена. Здесь Бэтман предоставил детали своих исследований другим членам Ассоциации, и по его рассказу была составлена первая карта местности, на которой в настоящее время располагается город Мельбурн.
Джон Бэтман и другие члены Ассоциации надеялись использовать соглашение, заключённое с аборигенами в основном для того, чтобы убедить колониальные и имперские власти в законности своих притязаний на землю, и в том, что его наличие поможет в дальнейшем избежать кровопролития. В своей петиции, направленной губернатору колонии Земля Ван-Димена Джорджу Артуру, члены Ассоциации указывали, что они готовы отправиться в место вновь образованного поселения немедленно. Особенно подчеркивалось, что предпочтение будет отдаваться семейным поселенцам, для того чтобы избежать возможных конфликтов с местным населением на сексуальной почве.
26 августа губернатор колонии Новый Южный Уэльс, Ричард Бурк выпустил прокламацию, в которой объявлял Договор Бэтмана недействительным на том основании, что британские власти не признавали законного права аборигенов на землю. Это делало все дальнейшие попытки по основанию нового поселения незаконными. В то же время колониальные власти признавали необходимость в подобного рода поселении в этой части континента. Когда Бэтман отправился в обратное путешествие к основанному им поселению, он нашёл на выбранном им месте, только что прибывшую сюда независимую экспедицию, профинансированную бизнесменом Джоном Паскоу Фокнером. Обе группы пришли к соглашению по совместному освоению новой территории.
Пока власти в Лондоне не могли прийти к решению, как им относиться к новому, фактически незаконному и не санкционированному ими поселению в совершенно не освоенной части Нового Эжного Уэльса, сюда стали прибывать новые поселенцы во всё возрастающем количестве. В конце концов, губернатору Бурку было поручено официально одобрить новое поселение. В апреле 1836 года местность, прилегающая к реке Ярра, была тщательно обследована, и город Мельбурн был заложен в 1837 году.
Те претензии, которые выдвигала Ассоциация на земли в новом поселении, были одобрены властями лишь в размере £7000. Эта сумма была учтена во время официальных аукционов по продаже земельных участков, проводимых здесь властями. Большинство членов Ассоциации продали свои паи Чарльзу Свенстону. Через некоторое время Ассоциация была переименована в «Дервент-Компани» и окончательно распущена в 1842 году.